# Lehrerinnenzölibat
Der Lehrerinnenzölibat war eine rechtliche Regelung, die eine Unvereinbarkeit von Ehe und Beruf für Lehrerinnen festschrieb.

## Deutsches Reich und nach 1945

### Hintergrund
Im Jahr 1880 wurde der Lehrerinnenzölibat im Deutschen Reich per Ministererlass eingeführt. Er untersagte Lehrerinnen zu heiraten; auf eine Missachtung folgte die Kündigung.  Grundlage dafür waren arbeitsmarktpolitische Aspekte und moralische Vorstellungen über die Geschlechterordnung.
Ein Leben lang berufstätig zu sein, entsprach nicht der bürgerlichen Frauenrolle. Der Lehrerinnenberuf diente lediglich der kurzfristigen Versorgung unverheirateter junger Frauen aus bürgerlichen Familien. Man traute Frauen nicht zu, einer Doppelbelastung durch Beruf und Familie standzuhalten, zudem galten berufstätige Frauen als unnötige Konkurrenz auf dem Arbeitsmarkt. Der Lehrerinnenzölibat war damit ein Instrument, mit dem durch Diskriminierung flexibel auf die jeweilige Arbeitsmarktsituation reagiert werden konnte – bestand Lehrermangel, so wurde er gelockert, bestand dagegen ein Überangebot, konnten damit Lehrerinnen vom Arbeitsmarkt verdrängt werden.
Im Großherzogtum Baden wurde ein Beamtinnenzölibat 1888 eingeführt. Einer Beamtin konnte bei Heirat die Anstellung widerrufen werden, womit die Weiterbeschäftigung in das Ermessen des Dienstherrn gestellt wurde. Zumindest erlosch der Anspruch auf Ruhegehalt bei künftiger Dienstunfähigkeit. Dieses Beamtengesetz fand aber insgesamt auf viele Lehrer ohnehin keine Anwendung, weil Volksschullehrer geschlechtsunabhängig und Lehrerinnen an Mittelschulen für Mädchen ausgeschlossen waren.

### Berufsethos, Moral und Zölibat
Aus heutiger Sicht erscheint es schwer verständlich, dass die bürgerliche Frauenbewegung mit dem Lehrerinnenzölibat auch emanzipative Aspekte verknüpfte: Im Zuge der bürgerlichen Frauenbewegung hatten sich Frauen am Ende des 19. Jahrhunderts den Zugang zum Besuch mittlerer und höherer Bildungseinrichtungen und zu einer Reihe qualifizierter Berufe erkämpft, meist im pädagogischen und sozialen Bereich. Ob Beruf und Familie miteinander zu vereinbaren waren, stand für Frauen aus der Arbeiterklasse außer Frage. Für die bürgerliche Frauenbewegung blieb dies vorerst ungeklärt. Auf Familie zu verzichten, um sich bewusst beruflicher Erfüllung zu widmen, galt durchaus als emanzipative Entscheidung. Der Lehrerinnenzölibat brachte damit die „innere Berufung“ zum Ausdruck und prägte das Berufsethos der Lehrerinnen.
Gleichzeitig gab es Versuche, den Lehrerinnenzölibat auch mit religiösen Werten symbolisch aufzuwerten. So schrieb die langjährige Vorsitzende des Vereins katholischer deutscher Lehrerinnen, Maria Johanna Schmitz, die sich schon in der Weimarer Nationalversammlung für den Lehrerinnenzölibat ausgesprochen hatte:

„Die Lehrerin – wie wir sie gewünscht und erzogen haben – soll sich mit ganzer Kraft ihrem Beruf widmen. Sie soll ausscheiden aus dem Beruf, wenn sie erkennt, daß sie in die Ehe eintreten und einen anderen hochwertigen Beruf ergreifen soll. Sie soll, solange sie in der Schule steht, ungeteilt sein. Und sie soll aus diesem Erleben heraus die Fähigkeit haben, den Lehrberuf auch als Lebensberuf zu sehen, sich ihm für immer zu weihen, und sie kann das um so mehr, wenn sie in der katholischen Kirche steht, die ihr in der Lehre von der gottgeweihten Jungfräulichkeit einen herrlichen Fingerzeig, ja eine Verklärung für diese Ganzheitsaufgabe des Berufes gibt. Es ist eine soziale Tat unseres Vereins, wenn er von seinen Mitgliedern erwartet, daß gerade sie, die Volkserzieherinnen, nicht Ehe und Schuldienst miteinander verbinden. Sie sollen vorleben, was sie als soziale Entwicklung erwarten: die Wiedergewinnung der Frau ungeteilt für Familie… Unser Ideal ist die Verbindung christlicher Jungfräulichkeit mit dem Lehrerinnenideal. Die ist in einer Zeit, wo ein heiliger Radikalismus dem Radikalismus der Gottlosen gegenübergestellt werden muß, so zeitgemäß wie je“

Viele Frauenrechtlerinnen, wie etwa Maria Lischnewska, setzten sich allerdings auch für eine Aufhebung des Heiratsverbotes ein.

### Aufhebung
Durch Artikel 143 Absatz 3 der Weimarer Reichsverfassung erhielten die Lehrer an öffentlichen Schulen 1919 die Rechte und Pflichten der Staatsbeamten und durch Artikel 128 Absatz 2 wurde der Lehrerinnenzölibat auf Antrag der SPD mit Zustimmung von DDP, DVP und USPD abgeschafft: „Alle Ausnahmebestimmungen gegen weibliche Beamte werden beseitigt.“ Damit unvereinbar waren Artikel des bayerischen Volksschullehrergesetzes vom 14. August 1919, die eine Verwendung verheirateter Lehrerinnen im öffentlichen Schuldienst ausschließen sollten. Das Reichsgericht erklärte sie, auf Klage des Reichsinnenministers, für unwirksam. Da Lehrerinnen weniger verdienten als gleichrangige männliche Lehrer, konnte eine Heirat schon aus finanziellen Gründen eventuell als erstrebenswert erscheinen. Ledige Personen mussten ab dem 1. August 1930 einen zehnprozentigen Lohnsteueraufschlag bezahlen, wenn der monatliche Arbeitslohn 220 Reichsmark überschritt.
Im Rahmen umfassender Sparmaßnahmen verordnete die Reichsregierung im Oktober 1923 mit Gesetzeskraft trotzdem, dass alle Dienstverhältnisse verheirateter Beamtinnen und Lehrerinnen gekündigt werden konnten, wenn die wirtschaftliche Versorgung nach behördlichem Ermessen gesichert erschien. Für Reichsbeamtinnen wurde die Regelung im Mai 1932 durch Gesetz mit verfassungsändernder Wirkung bestätigt.
Das Deutsche Beamtengesetz (DBG) von 1937 sah in § 63 DBG eine zwingende Zölibatsklausel vor. Diese wurde für den Bundesdienst durch § 3 Nr. 10 Bundespersonalgesetz (BPG) mit Wirkung vom 16. Juni 1950 abgemildert, so dass nunmehr eine Beamtin, die sich verehelichte, nicht mehr „stets“ zu entlassen war, sondern nur entlassen werden konnte, wenn ihre wirtschaftliche Versorgung nach der Höhe des Familieneinkommens dauernd gesichert erschien. Zudem knüpfte die Bundesfassung der DV zu § 63 DBG die Entlassung verheirateter Beamtinnen insgesamt an strengere Voraussetzungen und schrieb vor, dass sie bei nachträglichem Wegfall ihrer dauernden wirtschaftlichen Versorgung zwingend wieder in den öffentlichen Dienst einzustellen seien.
Die Personalabbauverordnung galt bis 1951 (außer in der DDR). Erst danach konnten Lehrerinnen eine Familie gründen und weiterhin beruflich tätig sein: Die Kündigung aufgrund von „Doppelverdienst“ wurde zu diesem Zeitpunkt abgeschafft; der Beamtinnenzölibat galt ab diesem Zeitpunkt nicht mehr.
Im Dienstrecht des Landes Baden-Württemberg bestand in einigen Regierungsbezirken bis 1956 die Regelung, dass eine Lehrerin im Fall der Heirat ihre Stellung zu quittieren hatte. Das Gesetz Nr. 36 – Beamtengesetz für Württemberg-Baden vom 19. November 1946 (RegBl. S. 249), das nach der Gründung des Landes Baden-Württemberg für die Regierungsbezirke Nordwürttemberg und Nordbaden weiter galt, enthielt keine Entlassungsmöglichkeit bei Verheiratung.
Das Bundesarbeitsgericht erklärte mit Urteil vom 10. Mai 1957, dass auch geschlechtsunabhängige Zölibatsklauseln in Arbeitsverträgen verfassungswidrig und damit nichtig seien, weil sie es erschwerten, eine Ehe einzugehen und die Menschenwürde beeinträchtigten.

## Österreich
In Österreich-Ungarn waren ab 1867 die im Reichsrat vereinigten Königreiche und Länder (Österreich) und die Länder der Ungarischen Krone (Ungarn) zu unterscheiden. In den meisten österreichischen Ländern wurden als Ergebnis der liberalen Schulreform von 1868/69 gesetzliche Ehebeschränkungen für Lehrerinnen und Lehrer eingeführt. Lehrerinnen bedurften entweder der Zustimmung der Schulbehörden (Ehekonsens) oder das Heiraten war ihnen ganz verboten. Von ihren männlichen Kollegen waren zum Teil Unterlehrer einem Ehekonsens unterworfen. Nur in Dalmatien herrschte für Lehrerinnen bis zum Ende der Monarchie durchgehend Ehefreiheit.
| Ehefreiheit       | Ehefreiheit                            |
| ----------------- | -------------------------------------- |
| Niederösterreich  | 1870–1905, Wien 1911–1918              |
| Schlesien         | 1870–1901 (nur Lehrerinnen)            |
| Dalmatien         | 1872–1918                              |
| Steiermark        | 1874–1899                              |
| Ehekonsens        |                                        |
| Bukowina          | 1870–1918                              |
| Krain             | 1870–1918                              |
| Mähren            | 1870–1904                              |
| Schlesien         | 1870–1901 (Unterlehrerinnen)           |
| Galizien          | 1873–1918                              |
| Oberösterreich    | 1870–1901                              |
| Istrien           | 1874–1908 (Unterlehrerinnen)           |
| Steiermark        | 1874–1918 (Ehen mit Lehrern)           |
| Eheverbot         |                                        |
| Böhmen            | 1870–1918                              |
| Görz und Gradisca | 1870–1918                              |
| Kärnten           | 1870–1918                              |
| Salzburg          | 1870–1918                              |
| Vorarlberg        | 1870–1918                              |
| Oberösterreich    | 1870–1873, 1901–1918                   |
| Steiermark        | 1870–1874, 1899–1918 (Ausnahme Lehrer) |
| Istrien           | 1870–1874, 1908–1918                   |
| Tirol             | 1892–1918                              |
| Schlesien         | 1901–1918                              |
| Mähren            | 1905–1918                              |
| Niederösterreich  | 1905–1918, Wien 1905–1911              |

Im Königreich Ungarn existierte im staatlichen Bildungssektor kein gesetzliches Eheverbot für Lehrerinnen, wenn man von Kroatien absieht. Mit 25 Prozent lag in Ungarn um 1900 der Frauenanteil am Lehrpersonal dennoch knapp unter dem österreichischen Durchschnitt. Im Königreich Kroatien, dem innerhalb des ungarischen Staates eine Sonderstellung zukam, galt ab 1888 ein gesetzlicher Lehrerinnenzölibat, der 1914 für definitive Lehrerinnen aufgehoben, für provisorische Lehrerinnen zu einem Ehekonsens abgemildert wurde.
In der Republik Österreich behielten die Bundesländer Vorarlberg und Tirol zunächst den Lehrerinnenzölibat bei. Andere Bundesländer hoben ihn 1919 auf oder milderten ihn zum Ehekonsens. Als Folge der Finanzkrise 1922/23 und der Weltwirtschaftskrise ab 1930 führten sie wieder Ehebeschränkungen bis hin zu Eheverboten ein. Niederösterreich und Wien waren zu dieser Zeit die einzigen Länder, in denen für die Lehrerinnen weiterhin die Ehefreiheit galt. Allerdings nahm das „rote Wien“ bis 1928 so gut wie keine neuen Lehrkräfte auf. Das „schwarze Niederösterreich“ stellte großzügig solche ein und bewegte in Krisenzeiten jeweils Hunderte verheirateter Lehrerinnen aus sozialen Gründen zum „freiwilligen“ Verzicht.
Nach 1945 traten noch die Landesregierungen von Salzburg, Tirol und Vorarlberg für die Beibehaltung des gesetzlichen Lehrerinnenzölibats ein. Zur Klarstellung zog der Nationalrat mit § 12 Abs. 1 des Bundesgesetzes vom 13. Juli 1949 über das Diensteinkommen und die Ruhe- und Versorgungsgenüsse der unter der Diensthoheit der Länder stehenden Lehrer (Landeslehrer-Gehaltsüberleitungsgesetz), BGBl. Nr. 188/1949, ausdrücklich einen Schlussstrich:

„Mit Wirksamkeitsbeginn dieses Bundesgesetzes treten hinsichtlich des Personenkreises, auf den es Anwendung findet, die entgegenstehenden, bisher geltenden dienstrechtlichen Vorschriften, insbesondere auch jene über eine unterschiedliche Behandlung der männlichen und weiblichen Lehrer, außer Kraft.“

## Schweiz
In der Schweiz wurden zwischen 1910 und 1940 namentlich in den Kantonen Zürich, Bern und Basel-Stadt politische Vorstöße eingereicht, um verheirateten Frauen eine Tätigkeit als Lehrerin zu verwehren. Ein Argument war, dass das sogenannte «Doppelverdienertum», die Berufstätigkeit beider Ehepartner, unverheirateten Lehrkräften das Finden einer Stelle erschwere. Vor allem aber erachteten viele Politiker die Berufstätigkeit von Lehrerinnen als unvereinbar mit deren Rolle als Mutter. Im Kanton Zürich scheiterte das «Gesetz über die Nichtwählbarkeit von Ehefrauen als Lehrerinnen» in der Volksabstimmung vom 29. September 1912. Das hinderte allerdings viele lokale Schulbehörden nicht daran, Stellen nur für männliche Lehrkräfte auszuschreiben. Im Kanton Basel-Stadt beschloss der Große Rat 1922 die Einführung des Lehrerinnenzölibats. Die Bestimmung wurde erst 1965 wieder aufgehoben. Auch in anderen Kantonen wurden vor allem in den wirtschaftlich angespannten 1920er- und 1930er-Jahren viele Lehrerinnen nicht mehr eingestellt oder abgewählt.